# Svjetska prijestolnica knjige
Svjetska prijestolnica knjige je naslov kojeg UNESCO dodjeljuje gradovima kao priznanje kvalitete njihovih programa promocije knjiga i čitanja.
Gradovi se mijenjaju svake godine, a titulu nose od 23. travnja (Svjetski dan knjige i autorskih prava) do 22. travnja iduće godine.

## Svjetske prijestolnice knjige
Gradovi koji su izabrani kao svjetske prijestolnice knjige su:
| Godina | Grad          | Država                     |
| ------ | ------------- | -------------------------- |
| 2001.  | Madrid        | Španjolska                 |
| 2002.  | Aleksandrija  | Egipat                     |
| 2003.  | New Delhi     | Indija                     |
| 2004.  | Antwerpen     | Belgija                    |
| 2005.  | Montréal      | Kanada                     |
| 2006.  | Torino        | Italija                    |
| 2007.  | Bogotá        | Kolumbija                  |
| 2008.  | Amsterdam     | Nizozemska                 |
| 2009.  | Beirut        | Libanon                    |
| 2010.  | Ljubljana     | Slovenija                  |
| 2011.  | Buenos Aires  | Argentina                  |
| 2012.  | Erevan        | Armenija                   |
| 2013.  | Bangkok       | Tajland                    |
| 2014.  | Port Harcourt | Nigerija                   |
| 2015.  | Incheon       | Južna Koreja               |
| 2016.  | Wrocław       | Poljska                    |
| 2017.  | Conakry       | Gvineja                    |
| 2018.  | Atena         | Grčka                      |
| 2019.  | Sharjah       | Ujedinjeni Arapski Emirati |
| 2020.  | Kuala Lumpur  | Malezija                   |
| 2021.  | Tbilisi       | Gruzija                    |

## Vanjske poveznice
- Amsterdam - Svjetska prijestolnica knjige 2008  Arhivirana inačica izvorne stranice od 14. listopada 2011. (Wayback Machine) Službena stranica
- Beirut - Svjetska prijestolnica knjige 2009  Arhivirana inačica izvorne stranice od 17. rujna 2011. (Wayback Machine) Službena stranica
- Ljubljana - Svjetska prijestolnica knjige 2010  Arhivirana inačica izvorne stranice od 25. ožujka 2011. (Wayback Machine) Službena stranica
- Buenos Aires - Svjetska prijestolnica knjige 2011  Arhivirana inačica izvorne stranice od 7. ožujka 2011. (Wayback Machine) Službena stranica
- Erevan - Svjetska prijestolnica knjige 2012. Službena stranica
- Bangkok - Svjetska prijestolnica knjige 2013.  Arhivirana inačica izvorne stranice od 21. travnja 2013. (Wayback Machine) Službena stranica
- Port Harcourt - Svjetska prijestolnica knjige 2014. Službena stranica
- Incheon - Svjetska prijestolnica knjige 2015.  Arhivirana inačica izvorne stranice od 24. srpnja 2015. (Wayback Machine) Službena stranica
- Wrocław - Svjetska prijestolnica knjige 2016.  Arhivirana inačica izvorne stranice od 24. rujna 2016. (Wayback Machine) Službena stranica
- Conakry - Svjetska prijestolnica knjige 2017.  Arhivirana inačica izvorne stranice od 27. studenoga 2020. (Wayback Machine) Službena stranica